# Rolige Bræ
De Rolige Bræ of Rolige Gletsjer is een gletsjer in de gemeente Sermersooq in het oosten van Groenland. De gletsjer mondt uit in het Røde Fjord, onderdeel van het fjordencomplex Kangertittivaq (Scoresby Sund).
De Rolige Bræ heeft een lengte van meer dan 70 kilometer en een breedte van ongeveer vijf kilometer.
De Rolige Bræ dankt zijn naam aan het feit dat deze in de tijd van de ontdekkers over enkele maanden tijd onveranderd bleef (rolige = vredig, stil). Op ongeveer vier kilometer ten zuidwesten ligt de gletsjer Døde Bræ. Bijna parallel aan het laatste deel van de gletsjer ligt er ten zuiden het Vestfjord.